# Tholos de Epidauro
Tholos (en griego antiguo: Θόλος) o Thymele (en griego antiguo: θυμέλ, romanizado: Thymelē, 'Liesi') era un antiguo templo de tipo tholos-ciclo en el Asclepeion de Epidauro, en Grecia.

## Historia
El emplazamiento del Tholos era originalmente un simple laberinto circular subterráneo construido en el período arcaico en el 500 a. C. También conocido como Thymele, se construyó sobre y alrededor del laberinto a finales del periodo clásico hacia 360-320 a. C. Pausanias, que menciona el edificio, dice que su arquitecto fue Policleto el Joven. También se ha barajado la datación en 365-360 a. C.

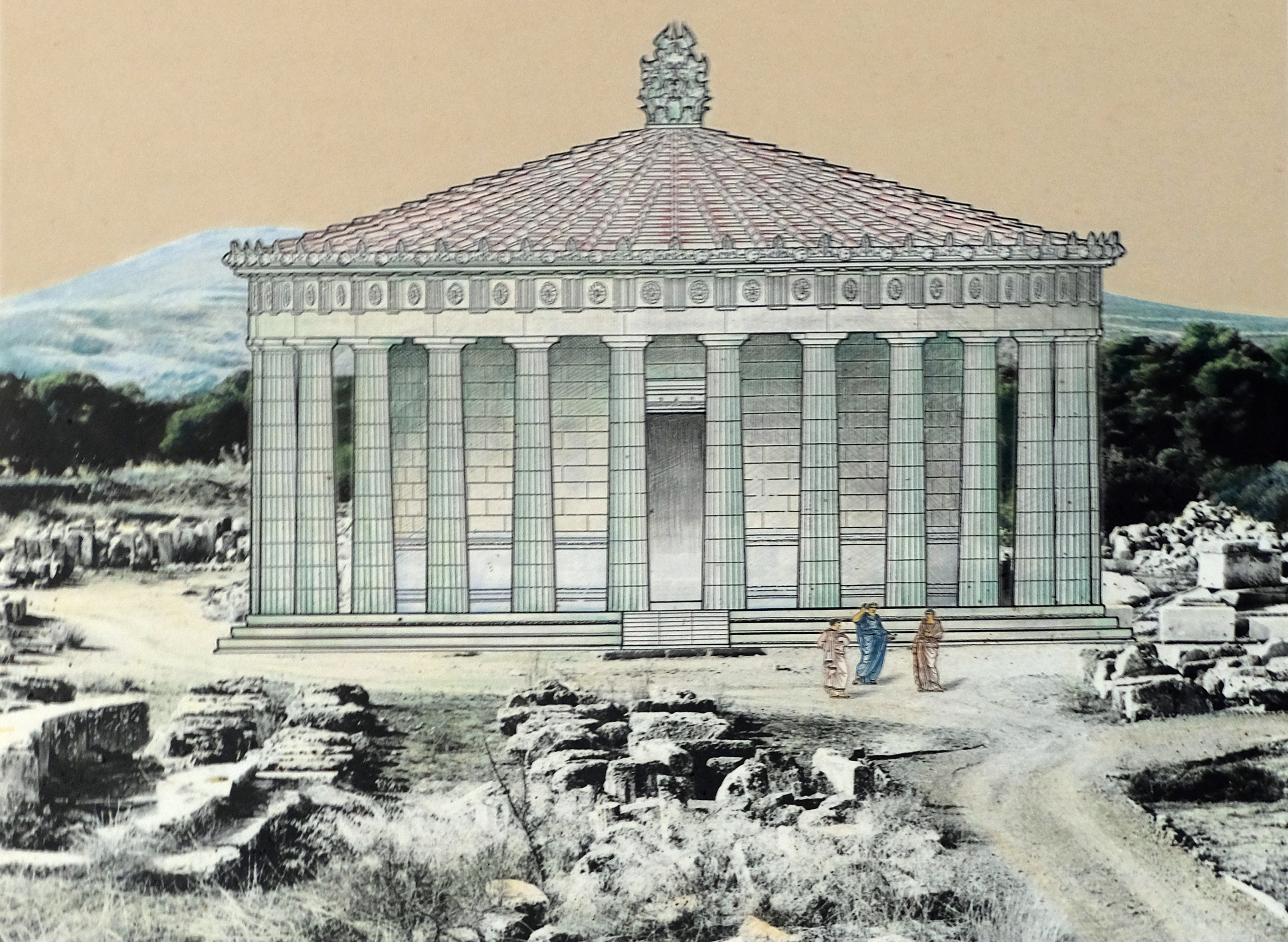
Dibujo definitivo del Tholos.

Se desconoce la finalidad del edificio, pero a menudo se piensa que el laberinto habría albergado las serpientes sagradas de Asclepio. Otra sugerencia es que el edificio se habría utilizado de algún modo como parte de los gastos de curación, como el Ábaton, donde los pacientes habrían dormido toda la noche, como forma de tratamiento de choque en ciertos tipos de casos psiquiátricos, o como lugar de contacto con los dioses ctónicos. Un cuarto especlcialista dijo que habría sido una especie de cámara del tesoro. Una tercera sugerencia es que podría considerarse una tumba simbólica de dicho dios ctónico.

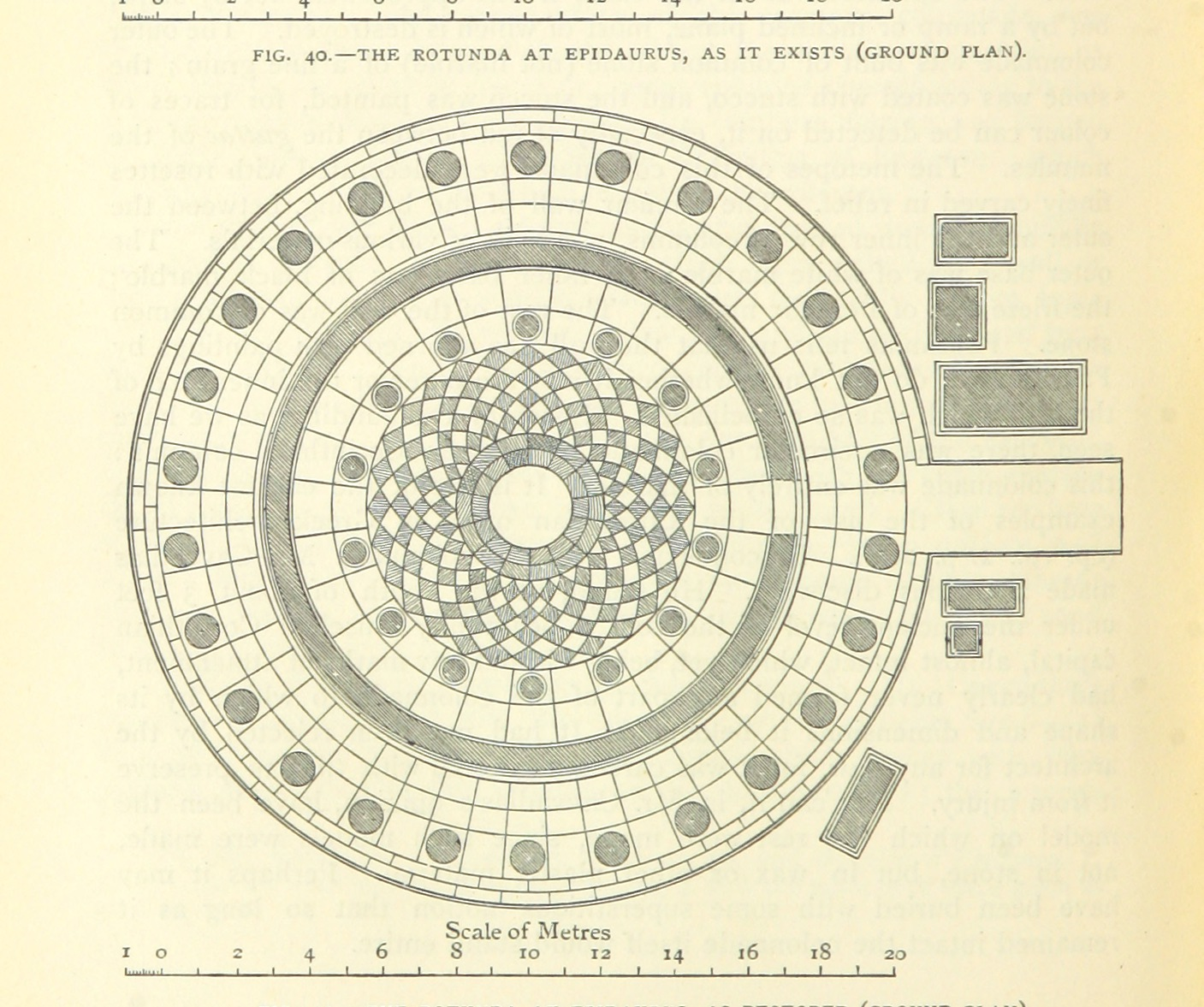
Plano del Tholos.

Tholos fue destruido en el 500 a. C., y gran parte de él fue reutilizado para edificios posteriores. Las excavaciones arqueológicas en el sitio comenzaron en 1881 bajo la dirección de Panagiotis Kavvadias y continuaron hasta 1928. Las obras de restauración del edificio comenzaron en 1984.

## Descripción
Tholos estaba situado en el núcleo del Asclepeion, al suroeste del Templo de Asclepio. Era un templo redondo construido sobre un crepidoma de tres niveles con un diámetro de unos 21,3 ms en la parte superior, el estilóbato. El templo estaba rodeado por 26 columnas dóricas. En el interior del templo había una cella circular amurallada con 14 columnas corintias dentro de un círculo. La puerta de la cella estaba en el lado este. Había una rampa que conducía a ella por encima del crepidoma.
En el centro de la cella había una abertura circular, con forma de caverna, cubierta por una tapa con goznes.
Conducía a un laberinto circular bajo el Tholos, que servía de centro subterráneo del edificio. Su diámetro era de unos 13,36 ms. El laberinto constaba de tres paredes concéntricas, cada una con una puerta. Esto formaba una serie de pasillos circulares. Cada uno de ellos estaba bloqueado por tabiques, de modo que cada vez que se entraba por una puerta en un pasillo, había que llegar hasta el final del pasillo circular para entrar por la siguiente puerta en el siguiente pasillo interior y, finalmente, en la cámara del centro.

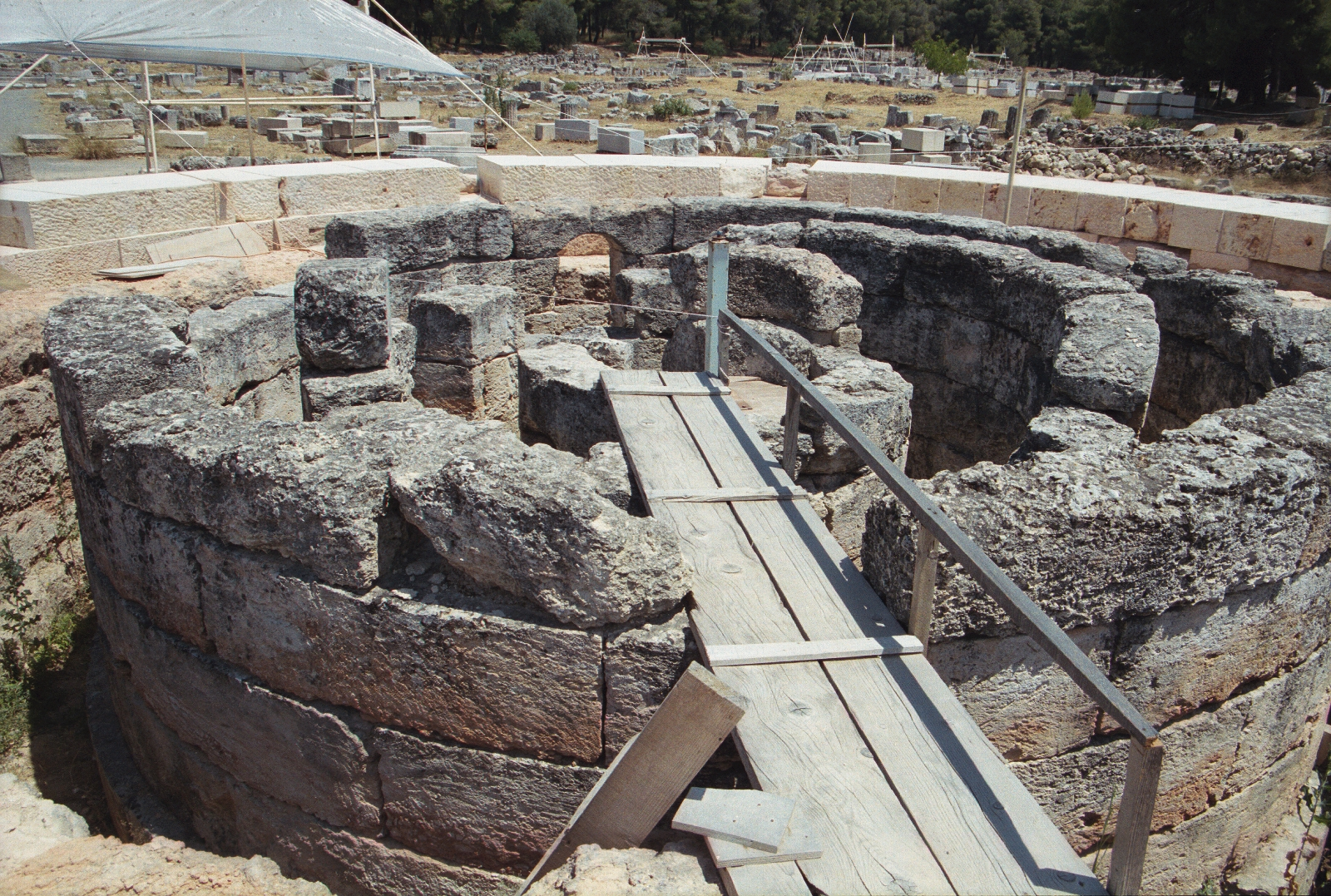
El laberinto del Tholos.

Estaba decorado con detalles tallados y mármol blanco y negro. La decoración era rica en motivos florales y geométricos. El techo del Tholos era cónico y en la parte superior había una escultura de acanto u hoja de acanto. Según Pausanias, el interior del edificio estaba decorado con paneles pintados por el pintor Pausias. Uno de ellos representaba a Eros, que había dejado a un lado el arco y la flecha y sostenía en su lugar una lira, y el otro a Mete, que bebía de un vaso de cristal de modo que podía verse su rostro a través de él.
La única parte del edificio original que ha sobrevivido hasta nuestros días es el laberinto. El propio edificio del tholos ha sido restaurado en cierta medida a su alrededor utilizando nuevo material pétreo.